# Tiffany (zangeres)
Tiffany, volledige naam Tiffany Renee Darwish (Norwalk, Californië, 2 oktober 1971), is een Amerikaanse zangeres.

## Carrière
Wereldwijd is zij bekend geworden door haar wereldhit "I Think We're Alone Now" uit 1987. Dit is een bewerking van de hit uit 1967 van Tommy James & The Shondells. De plaat behaalde als hoogst de nummer 2-positie in zowel de Top 40 als de Nationale Hitparade. Haar tweede hit "Could've Been" deed het in Europa een stuk minder, deze kwam niet verder dan resp. de 25e plaats en de 21e plaats. Hierna is zij in de meeste landen de vergetelheid geraakt, afgezien van haar twee hits die ze hier had. Tiffany is in het begin van haar carrière mede bekend geworden door haar intensieve promotietournees door allerlei winkelcentra in grote Amerikaanse steden. Ze deed dit onder begeleiding van haar manager George Tobin. In Amerika deden "I Think We're Alone Now" en "Could've Been" het een stuk beter dan in Europa. "I Think We're Alone Now" stootte Michael Jackson met "Bad" van de eerste plaats en hield het daar 2 weken uit. "Could've Been" kwam ook op nummer 1 en bleef daar net zoals haar eerste hit, 2 weken staan.
In de jaren negentig trad Tiffany ook op in Las Vegas, in 1993 stond ze een aantal maanden in het Las Vegas Hilton Hotel met haar band. Ook trouwde ze in die periode met haar visagist Bulmaro Garcia. Zij kregen een zoon, maar het koppel scheidde. In 1999 is een U2 Tribute cd uitgebracht waarop Front Line Assembly de hit "New Years Day" coverde. Bij deze opname nam Tiffany de zang voor haar rekening. In 2002 stond zij in de Amerikaanse Playboy. In 2005 deed ze mee in het Britse televisieprogramma "Hit Me, Baby, One More Time".
Ze was ook nog de stem van Judy Jetson in de film Jetsons: The Movie en was te zien in een aflevering van de That '80s Show. Daarnaast verscheen ze ook als zichzelf in de film Ted 2 uit 2015.

## Discografie

### Albums
| Album met eventuele hitnotering(en) in de Nederlandse Album Top 100 | Datum van verschijnen | Datum van binnenkomst | Hoogste positie | Aantal weken | Opmerkingen    |
| ------------------------------------------------------------------- | --------------------- | --------------------- | --------------- | ------------ | -------------- |
| Tiffany                                                             | 1987                  | 21-5-1988             | 23              | 16           |                |
| Hold an Old Friend's Hand                                           | 1988                  |                       |                 |              |                |
| New Inside                                                          | 1990                  |                       |                 |              |                |
| Dreams Never Die                                                    | 1993                  |                       |                 |              |                |
| Greatest Hits                                                       | 1996                  |                       |                 |              | verzamel       |
| The Color of Silence                                                | 2000                  |                       |                 |              |                |
| Dust Off and Dance                                                  | 2005                  |                       |                 |              |                |
| I Think We're Alone Now: '80s Hits and More                         | 2007                  |                       |                 |              | re-recording   |
| Just Me                                                             | 2007                  |                       |                 |              |                |
| Rose Tattoo                                                         | 2011                  |                       |                 |              |                |
| A Million Miles                                                     | 2016                  |                       |                 |              |                |
| Pieces of Me                                                        | 2018                  |                       |                 |              |                |
| Pieces of Me Unplugged                                              | 2020                  |                       |                 |              | akoestische ep |

### Singles
| Single met eventuele hitnotering(en) in de Nederlandse Top 40 | Datum van verschijnen | Datum van binnenkomst | Hoogste positie | Aantal weken | Opmerkingen                   |
| ------------------------------------------------------------- | --------------------- | --------------------- | --------------- | ------------ | ----------------------------- |
| I Think We're Alone Now                                       | 1988                  | 30-1-1988             | 2               | 11           | #2 in de Nationale Hitparade  |
| Could've Been                                                 | 1988                  | 7-5-1988              | 25              | 4            | #21 in de Nationale Hitparade |

## Persoonlijk
Tiffany is twee keer getrouwd geweest. Ze heeft een zoon uit haar eerste huwelijk. Sinds 1995 woont ze in Nashville.